# Les Évadés de Santiago
Pour plus de détails, voir Fiche technique et Distribution.
Les Évadés de Santiago (Pacto de fuga) est un film dramatique chilien coécrit et réalisé par David Albala, sorti en 2020.
Tiré d'une histoire vraie, le film raconte l'une des plus grandes évasions carcérales de l'Histoire, celle de 49 prisonniers politiques chiliens au crépuscule de la dictature du général Augusto Pinochet.

## Synopsis
En juillet 1988, au Chili, en pleine dictature du général Augusto Pinochet, la prison publique de Santiago compte un peu plus de 2000 prisonniers dont 120 détenus politiques membres du Front patriotique Manuel Rodríguez, un groupuscule armé marxiste-léniniste contre le régime en cours. Enfermés pour avoir monté un attentat censé éliminer le dictateur deux ans plus tôt, ces hommes sont désormais condamnés à mort. Afin de sauver leur vie, 49 d'entre eux ont enchainé les grèves de faim pour être isolés des autres et regroupés dans un autre bloc pour mieux préparer un audacieux plan d'évasion. 18 mois plus tard, le 30 janvier 1990, ils sont prêts à s'échapper dans un gigantesque creusé à l'aide d'un seul tournevis par 24 taulards déterminés à regagner l'extérieur…

## Fiche technique
- Titre original : Pacto de Fuga
- Titre français : Les Évadés de Santiago
- Réalisation : David Albala
- Scénario : David Albala, Cecilia Ruz, Loreto Caro-Valdés et Susana Quiroz-Saavedra
- Musique : Juan Cristóbal Meza
- Photographie : Jorge González Vásquez
- Montage : David Albala et José Córdova-Llanos
- Production : David Albala, Tora Investments, Javier Valdés et Marcelo Merino
- Sociétés de production : Calibre 71 et Storyboard Media
- Société de distribution : Amazon Studios
- Pays d'origine :  Chili
- Langue originale : espagnol
- Format : couleur
- Genre : drame
- Durée : 135 minutes
- Dates de sortie :
  -  Chili : 23 janvier 2020
  -  France : 15 mars 2021 (VàD)

## Distribution
- Benjamín Vicuña : León Vargas
- Roberto Farías : Rafael Jimenez
- Víctor Montero : Germán Sánchez
- Francisca Gavilán : Paulina Baeza
- Amparo Noguera : Fabiola Pizarro
- Diego Ruiz : Oscar Lira
- Eusebio Arenas Como : docteur Patricio Velásquez
- Mateo Iribarren : el Fiscal Andrade
- Willy Semler : Alcaide Jorquera
- Patricio Contreras : Rodolfo Ternicier
- Roberto Peña : Lalo Sotomayor
- Pablo Teillier : Mario Quezada
- Gonzalo Canelo : "Bigote"
- Luis Dubó : Hugo Salgado
- Hugo Medina : Père Gerard Fôvet
- Christian Quevedo : gendarme El Perro
- Mauricio Rojas : gendarme El Mozo
- Edinson Díaz : gendarme Braulio Castro
- Jose Luis Aguilera : gendarme Care'Poker
- Catalina Martin : Quena
- Jorge Antezana : Pancho Antilef
- Eduardo Reyes : Emilio Muñoz
- Vladimir Huaquiñir : Nicolai Castillo
- Sebastián Ramírez : Xavier Rojas
- Pablo Muza : Benjamín Canto
- Sergio Díaz : José Caro
- Roberto Cobian : Luis Fernández
- Serge Santana : Sergio Llanos
- Mauricio Roa : El Oso
- César Quintanilla : El Econo
- Julio Fuentes : Alejandro Lira
- Miguel Toro : Benito Aliaga.
- Alberto Ellena : Gastón Velásquez.
- Amaia Cardemil : Matilde
- Simón Beltrán : Boris
- Jaime Muñoz : Joaquín
- Franco Vidal : Felipe Osorio
- Juan Díaz Garay : el Cabo Droguett
- Yerko García : Solorza